# Jaroslav Mrňa
Jaroslav Mrňa (* 23. prosince 1983, Třebíč) je český (resp. moravský) římskokatolický kněz a historik. Je františkánským terciářem.

## Biografie
Jaroslav Mrňa se narodil v Třebíči v roce 1983, v dětství s rodiči žil na chalupě ve Vlčatíně, od dvou let pak žil s rodiči ve Velkém Meziříčí. Vystudoval Střední školu dopravy a služeb a po ukončení střední školy nastoupil na pozici staničního dozorce a výpravčího. Následně však nastoupil na obor archivnictví na Filozofické fakultě Jihočeské univerzity v Českých Budějovicích, kde pak absolvoval v roce 2012. V tu dobu již studoval v Olomouci přípravný rok v konviktu, posléze nastoupil na obor Katolická teologie na Katolické teologické fakultě Univerzity Karlovy v Praze, kde absolvoval v roce 2018. Od roku 2012 také studoval doktorské studium oboru Církevní a obecné dějiny na téže fakultě. Žil v Arcibiskupském semináři Praha, kde proběhla jeho kněžská formace, byl přidělen k římskokatolické farnosti Stará Boleslav. Tuto farnost dostal přidělenu jako „adoptivní“, protože nepochází z pražské diecéze, ale z brněnské. Po ukončení studia nastoupil v roce 2018 na pozici jáhna v farnosti sv. Jakuba Staršího v pražských Kunraticích.
Dne 22. června 2019 byl v katedrále sv. Víta v Praze vysvěcen na kněze. Primici měl 29. června téhož roku v kostele svatého Mikuláše ve Velkém Meziříčí. Následně nastoupil na pozici farního vikáře (kaplana) do farnosti sv. Jakuba Staršího v pražských Stodůlkách a na pozici kaplana Církevní mateřské školy Srdíčko. V roce 2021 byl uvolněn k dalšímu studiu biblických věd na Katolické teologické fakultě Univerzity Karlovy. V souvislosti s tím byl uvolněn rovněž ze svých funkcí ve stodůlecké farnosti a s platností od 1. července 2021 ustanoven výpomocným duchovním v Roudnici nad Labem s případnou výpomocí i v jiných farnostech v okolí. V roce 2024 byl přeložen jako výpomocný duchovní do Prahy-Dejvic a souběžně jmenován kaplanem Katolické teologické fakulty Univerzity Karlovy.
Od roku 2022 zároveň působí na Katedře biblických věd a starých jazyků Katolické teologické fakulty Univerzity Karlovy v Praze jako asistent.

### Zasvěcený život
Jaroslav Mrňa je diecézním knězem, jakožto terciář je však spojen s františkánskou rodinou, coby tzv. sekulární františkán (OFS – Ordo Franciscanus Saecularis). Mezi terciáře byl přijat 2. prosince 2019 a dne 14. prosince 2020 složil věčné terciářské sliby.

## Členství v odborných společnostech
S platností od 2. srpna 2022 se stal členem The Catholic Biblical Association of America (CBA) při katolické univerzitě ve Washingtonu.

## Ocenění
V roce 2009 získal cenu České archivní společnosti za svoji práci v oboru archivnictví.

### Kvalifikační práce
- Farní a děkanská knihovna ve Velkém Meziříčí. Soupis rukopisů a starých tisků (diplomová práce, FF JCU, České Budějovice 2011)
- Bibliotheca parochiae magnomesericensi. Historie, rozbor a soupis rukopisů a starých tisků farní a děkanské knihovny ve Velkém Meziříčí (rigorózní práce, FF JCU, České Budějovice 2012)
- Farní kroniky jako pramen církevních a sociálních dějin na příkladu pamětních knih farností v děkanství velkomeziříčském (disertační práce, KTF UK, Praha 2018)
- Apoštol Filip, jeden z Dvanácti (diplomová práce, KTF UK, Praha 2018)
- Životní příběh apoštola Filipa podle biblických a nebiblických pramenů (rigorózní práce, KTF UK, Praha 2020).

### Příspěvky v odborných periodikách
- The Name and Figure of Philip the Apostle as an Imaginary Bridge between Palestinian and Hellenistic Culture. Acta theologica et religionistica 12, no. 1/2023: 21–29. Prešov: Gréckokatolícka teologická fakulta Prešovskej univerzity v Prešove, 2023. ISSN 1338-7251.

### Monografie
- 300 let poutí do Netína, nakl. Sypták, Velké Meziříčí 2016, ISBN 9788027020676
- Apoštol Filip, jeden z Dvanácti. Životní příběh apoštola Filipa podle biblických a nebiblických pramenů. Jihlava: Mlýn, 2023. ISBN 9788086498775

### Spoluautorství
- ŠTINDL, Martin; MRŇA, Jaroslav: Chrám sv. Mikuláše ve Velkém Meziříčí, vyd. Město Velké Meziříčí 2017